# ノヤンダラ晋王
ノヤンダラ晋王（1522年 - 1574年）は、オルドス部・トゥメンの晋王（ジノン）。グン・ビリク・メルゲン晋王の長男。

## 生涯
1522年、グン・ビリク・メルゲン晋王とタンスク大ハトンとの間に生まれる。
1542年、父のグン・ビリク・メルゲン晋王が亡くなったため、翌年（1543年）に22歳で後を継いで晋王（ジノン）の位につき、9人の弟に財産を分けて自身は四ホリャー（八白室を守る四オトク）を領す。
1574年、ノヤンダラ晋王は31年間、晋王の位に在って、53歳で亡くなった。長男のブヤン・バートル・ホンタイジは同年に亡くなったため、1576年、その長男のボショクトが12歳で晋王となり、オルドス・トゥメンを領した。

## 妻子
ハトン
- ブヤン・バートル・ホンタイジ
- ノムト・ドゥーレン・ノヤン
- オンボ・ダライ・ノヤン
- ウィバシ・オトハン・ノヤン

サイン・ハトン
- マングサ・チョークル

## 参考資料
- 岡田英弘訳注『蒙古源流』（刀水書房、2004年、ISBN 4887082436）